# 洪成泽
洪成泽（韓語：홍성택，羅馬化：Hong Sung Taek，1966年3月13日—），是韩国著名登山家、探险家、作家。

## 生平
1994年徒步到达南极点，1995年珠穆朗玛登顶成功，在2005年成功到达北极点后，完成了地球三极点（北极点，南极点，珠穆朗玛峰）的挑战。之后有先后到达格陵兰北极圈末端（2011年）, 以及穿越白令海峡（2012年），成为成功跨越世界五大极地的第一人。
现在以国家地理学会探险家的身份从事有关的活动，同时并所属于Defytime,而兼任韩国大学山岳联盟登山学校的校长。

## 攀登和探险经历[1][2]
| 年份 | 探險紀錄                                        |
| ---- | ----------------------------------------------- |
| 1992 | 登顶汗腾格里峰（7,110m）                        |
| 1993 | 攀登珠穆朗玛峰（8,848m）                        |
| 1994 | 攀登普莫里峰东北山脊（7,117m）                  |
| 1994 | 滑雪到达南极点                                  |
| 1995 | 登顶希夏邦马峰（8,046m）                        |
| 1995 | 登顶珠穆朗瑪峰（8,848m）                        |
| 1996 | 攀登安娜普纳峰群道拉吉里峰（8,167m）            |
| 1998 | 登顶萨帕峰（6,800m，Thapa peak）                |
| 1999 | 攀岩洛子峰南壁（8,516m）                        |
| 2002 | 攀岩普莫里峰东壁（7,117m）                      |
| 2005 | 徒步到达北极点（世界第15次成功到达三个极点）    |
| 2007 | 攀登洛子峰南壁（8,516m）与洛子峰东副峰（8382m） |
| 2008 | 攀登珠穆朗玛峰（8,848m）                        |
| 2011 | 纵穿格陵兰岛的北极圈（2,500km），开辟新路线     |
| 2012 | 徒步横越白令海峡                                |
| 2013 | 攀登洛子峰（8,516m）                            |
| 2014 | 攀岩洛子峰南壁（8,516m）                        |
| 2015 | 攀岩洛子峰南壁（8,516m）                        |

## 著作
- 洪, 成泽. . 韩国首尔: dreamN. 2013  [2016-08-09]. ISBN 978-89-88349-41-0. （原始内容存档于2018-09-24）.：关于成为完成三个极点（北极点、南极点、珠峰）与二个极地（纵贯格陵兰北极圈、横渡白令海峡）挑战的探险笔记
- 洪, 成泽. . 韩国首尔: 高丽大学. 2001  [2021-08-09]. （原始内容存档于2018-09-24）.：硕士论文

## 奖项
- 1995 韩国体育将
- 2011 亚洲探险大奖
- 2019 世界明星演藝大賞 运动员部门 优秀奖